# Zeacolpus pagoda
Zeacolpus pagoda är en snäckart. Zeacolpus pagoda ingår i släktet Zeacolpus och familjen tornsnäckor.

## Underarter
Arten delas in i följande underarter:
- Z. p. pagoda
- Z. p. powelli